# Witheringia filipes
Witheringia filipes är en potatisväxtart som beskrevs av Alain H. Liogier. Witheringia filipes ingår i släktet Witheringia och familjen potatisväxter. Inga underarter finns listade i Catalogue of Life.